# Список кавалеров ордена «За заслуги перед Отечеством» за 2011 год

## Кавалеры ордена I степени
1. 17 декабря 2011 года, № 1658 — Григорович, Юрий Николаевич — балетмейстер федерального государственного бюджетного учреждения культуры «Государственный академический Большой театр России», город Москва[1]

## Кавалеры ордена II степени
1. 14 февраля 2011 года, № 183 — Фельцман, Оскар Борисович — композитор, город Москва
2. 9 марта 2011 года, № 289 — Игнатенко, Виталий Никитич — генеральный директор федерального государственного унитарного предприятия «Информационное телеграфное агентство России (ИТАР-ТАСС)», город Москва
3. 22 апреля 2011 года, № 495 — Рождественский, Геннадий Николаевич — профессор кафедры федерального государственного образовательного учреждения высшего профессионального образования (университета) «Московская государственная консерватория имени П. И. Чайковского».
4. 9 сентября 2011 года, № 1182 — Клебанов, Илья Иосифович — действительный государственный советник Российской Федерации I класса
5. 19 октября 2011 года, № 1385 — Зорькин, Валерий Дмитриевич — Председатель Конституционного суда Российской Федерации

## Кавалеры ордена III степени
1. 11 января 2011 года, № 32 — Чайка, Юрий Яковлевич — Генеральный прокурор Российской Федерации
2. 11 января 2011 года, № 33 — Ентальцева, Марина Валентиновна — руководитель протокола Президента Российской Федерации
3. 25 января 2011 года, № 89 — Эрнст, Константин Львович — генеральный директор открытого акционерного общества «Первый канал», город Москва
4. 2 февраля 2011 года, № 127 — Гарюгин, Владимир Александрович — начальник Санкт-Петербургского государственного унитарного предприятия «Петербургский метрополитен»
5. 29 марта 2011 года, № 362 — Хубутия, Могели Шалвович — директор государственного учреждения здравоохранения города Москвы «Научно-исследовательский институт скорой помощи имени Н. В. Склифосовского»
6. 12 апреля 2011 года, № 432 — Гусев, Леонид Иванович — советник генерального директора-генерального конструктора открытого акционерного общества «Российская корпорация ракетно-космического приборостроения и информационных систем», город Москва
7. 20 апреля 2011 года, № 484 — Тахаутдинов, Шафагат Фахразович — генеральный директор открытого акционерного общества «Татнефть» имени В. Д. Шашина, Республика Татарстан
8. 4 мая 2011 года, № 580 — Жуков, Александр Дмитриевич — Заместитель Председателя Правительства Российской Федерации
9. 8 мая 2011 года, № 607 — Жириновский, Владимир Вольфович — заместитель Председателя Государственной думы Федерального собрания Российской Федерации
10. 9 июня 2011 года, № 738 — Ковальчук, Михаил Валентинович — член-корреспондент Российской академии наук, директор федерального государственного бюджетного учреждения "Национальный исследовательский центр «Курчатовский институт», директор Учреждения Российской академии наук Института кристаллографии им. А. В. Шубникова РАН, город Москва
11. 12 июня 2011 года, № 795 — Державин, Михаил Михайлович — артист государственного бюджетного учреждения культуры города Москвы «Московский академический театр сатиры».
12. 8 июля 2011 года, № 906 — Рачук, Владимир Сергеевич — генеральный директор — генеральный конструктор открытого акционерного общества «Конструкторское бюро химавтоматики», Воронежская область
13. 28 июля 2011 года, № 1019 — Демидова, Алла Сергеевна — артистка театра и кино, член общественной организации «Союз кинематографистов Российской Федерации», город Москва
14. 5 сентября 2011 года, № 1153 — Зверьков, Ефрем Иванович — вице-президент государственного учреждения «Российская академия художеств», город Москва
15. 20 сентября 2011 года, № 1227 — Костин, Андрей Леонидович — президент — председатель правления Банка ВТБ (открытого акционерного общества), город Санкт-Петербург
16. 14 октября 2011 года, № 1349 — Чубарьян, Александр Оганович — академик Российской академии наук, директор Учреждения Российской академии наук Института всеобщей истории РАН, город Москва
17. 19 октября 2011 года, № 1386 — Греф, Герман Оскарович — президент, председатель правления открытого акционерного общества «Сбербанк России», город Москва
18. 10 ноября 2011 года, № 1486 — Сулейманов, Рим Султанович — генеральный директор общества с ограниченной ответственностью «Газпром добыча Уренгой», Ямало-Ненецкий автономный округ
19. 12 ноября 2011 года, № 1489 — Масляков, Александр Васильевич — президент закрытого акционерного общества «Телевизионное творческое объединение АМиК», город Москва
20. 16 ноября 2011 года, № 1490 — Кириллов, Игорь Леонидович — диктор отдела телевизионного производства Дирекции оформления эфира открытого акционерного общества «Первый канал», город Москва
21. 16 ноября 2011 года, № 1491 — Шатилова, Анна Николаевна — диктор отдела телевизионного производства Дирекции оформления эфира открытого акционерного общества «Первый канал», город Москва
22. 16 ноября 2011 года, № 1492 — Кривошеев, Марк Иосифович — главный научный сотрудник федерального государственного унитарного предприятия «Научно-исследовательский институт радио»
23. 16 ноября 2011 года, № 1492 — Сагалаев, Эдуард Михайлович — президент некоммерческой организации «Национальная ассоциация телерадиовещателей»
24. 16 ноября 2011 года, № 1493 — Лысенко, Анатолий Григорьевич — советник Главного секретариата федерального государственного унитарного предприятия «Всероссийская государственная телевизионная и радиовещательная компания»
25. 21 ноября 2011 года, № 1513 — Никандров, Николай Дмитриевич — президент Российской академии образования, город Москва
26. 22 ноября 2011 года, № 1527 — Шохин, Александр Николаевич — президент Общероссийской общественной организации «Российский союз промышленников и предпринимателей», город Москва
27. 26 ноября 2011 года, № 1546 — Матросов, Виктор Леонидович — академик Российской академии наук, ректор федерального государственного бюджетного образовательного учреждения высшего профессионального образования «Московский педагогический государственный университет»
28. 13 декабря 2011 года, № 1617 — Дуров, Лев Константинович — артист, режиссёр-постановщик государственного учреждения культуры города Москвы «Московский драматический театр на Малой Бронной»
29. 29 декабря 2011 года, № 1700 — Зеленщиков, Николай Иванович — первый вице-президент — первый заместитель генерального конструктора открытого акционерного общества «Ракетно-космическая корпорация „Энергия“ имени С. П. Королева», Московская область
30. 29 декабря 2011 года, № 1708 — Доренский, Сергей Леонидович — заведующий кафедрой федерального государственного бюджетного образовательного учреждения высшего профессионального образования «Московская государственная консерватория (университет) имени П. И. Чайковского»

## Кавалеры ордена IV степени
1. 2 февраля 2011 года, № 127 — Силуанов, Антон Германович — заместитель министра финансов Российской Федерации
2. 2 февраля 2011 года, № 142 — Платонов, Юрий Петрович — ректор Санкт-Петербургского государственного образовательного учреждения высшего профессионального образования «Санкт-Петербургский государственный институт психологии и социальной работы»
3. 8 февраля 2011 года, № 160 — Магомедов, Анвар Магомедалиевич — Председатель Верховного суда Республики Дагестан в отставке
4. 8 февраля 2011 года, № 160 — Аршба, Отари Ионович — председатель Комитета Государственной думы по регламенту и организации работы Государственной думы
5. 15 февраля 2011 года, № 199 — Гладков, Геннадий Игоревич — композитор, город Москва
6. 24 февраля 2011 года, № 231 — Никитин, Анатолий Павлович — заведующий кафедрой федерального государственного образовательного учреждения высшего профессионального образования «Санкт-Петербургская государственная консерватория (академия) имени Н. А. Римского-Корсакова»
7. 6 марта 2011 года, № 283 — Смирнов, Андрей Сергеевич — кинорежиссёр-постановщик, кинодраматург, член общественной организации «Союз кинематографистов Российской Федерации», город Москва
8. 10 марта 2011 года, № 290 — Симонов, Юрий Иванович — художественный руководитель и главный дирижёр Академического симфонического оркестра федерального государственного учреждения культуры «Московская государственная академическая филармония»
9. 14 марта 2011 года, № 302 — Хуторцев, Сергей Владимирович — директор Департамента Аппарата Правительства Российской федерации по обеспечению деятельности Военно-промышленной комиссии при Правительстве Российской Федерации
10. 14 марта 2011 года, № 302 — Мирошников, Валентин Иванович — генеральный конструктор открытого акционерного общества «Информационные технологии», город Санкт-Петербург
11. 16 марта 2011 года, № 312 — Бесхмельницын, Михаил Иванович — аудитор Счётной палаты Российской Федерации
12. 17 марта 2011 года, № 318 — Илюмжинов, Кирсан Николаевич — Республика Калмыкия[2]
13. 18 марта 2011 года, № 321 — Кудрявцев, Геннадий Иванович — генеральный директор открытого акционерного общества "Ижевский мотозавод «Аксион-холдинг», Удмуртская Республика
14. 18 марта 2011 года, № 322 — Тимченко, Вячеслав Степанович — председатель Комитета Государственной думы по вопросам местного самоуправления
15. 5 апреля 2011 года, № 405 — Абрамов, Леонид Дмитриевич — главный строитель кораблей, начальник отдела открытого акционерного общества "Центр судоремонта «Звездочка», Архангельская область
16. 5 апреля 2011 года, № 405 — Чернов, Владимир Александрович — руководитель Секретариата Заместителя Председателя Правительства Российской Федерации
17. 12 апреля 2011 года, № 432 — Калери, Александр Юрьевич — инструктор-космонавт-испытатель-руководитель научно-технического центра открытого акционерного общества «Ракетно-космическая корпорация „Энергия“ имени С. П. Королёва», Московская область
18. 12 апреля 2011 года, № 432 — Юрчихин, Фёдор Николаевич — инструктор-космонавт-испытатель открытого акционерного общества «Ракетно-космическая корпорация „Энергия“ имени С. П. Королёва», Московская область
19. 20 апреля 2011 года, № 477 — Мельников, Владимир Павлович — академик Российской академии наук, председатель Президиума Учреждения Российской академии наук Тюменского научного центра Сибирского отделения РАН, директор Учреждения Российской академии наук Института криосферы Земли Сибирского отделения РАН
20. 20 апреля 2011 года, № 486 — Симонова, Евгения Павловна — артистка государственного учреждения культуры города Москвы «Московский академический театр имени Вл. Маяковского»
21. 22 апреля 2011 года, № 497 — Сараев, Виктор Григорьевич — монтажник по монтажу стальных и железобетонных конструкций общества с ограниченной ответственностью «Богучанское монтажное управление Гидромонтаж», Иркутская область
22. 22 апреля 2011 года, № 500 — Миронюк, Светлана Васильевна — руководитель-главный редактор федерального государственного унитарного предприятия «Российское агентство международной информации „РИА Новости“», город Москва
23. 25 апреля 2011 года, № 525 — Нигматулин, Роберт Искандрович — академик Российской академии наук, директор Учреждения Российской академии наук Института океанологии имени П. П. Ширшова РАН, город Москва
24. 28 апреля 2011 года, № 540 — Гусев, Александр Петрович — заместитель Председателя Государственного Совета Республики Татарстан
25. 29 апреля 2011 года, № 559 — Горин, Василий Яковлевич — председатель колхоза имени Фрунзе Белгородской области
26. 5 мая 2011 года, № 589 — Миндадзе, Александр Анатольевич — художественный руководитель общества с ограниченной ответственностью «ТАН Фильм», город Москва
27. 10 мая 2011 года, № 613 — Сергиенко, Николай Васильевич — директор открытого акционерного общества «Племенной завод „Красногвардейский“», Гатчинский район Ленинградской области
28. 10 мая 2011 года, № 615 — Чиханчин, Юрий Анатольевич — руководитель Федеральной службы по финансовому мониторингу
29. 17 июня 2011 года, № 809 — Белоногова, Ольга Геннадьевна — заведующая фельдшерско-акушерским пунктом в селе Завьялово государственного бюджетного учреждения «Шадринская центральная районная больница», Курганская область
30. 17 июня 2011 года, № 809 — Иванов, Виктор Константинович — член-корреспондент Российской академии медицинских наук, заместитель директора федерального государственного бюджетного учреждения «Медицинский радиологический научный центр», Калужская область
31. 17 июня 2011 года, № 809 — Стародубов, Владимир Иванович — академик Российской академии медицинских наук, директор федерального государственного учреждения «Центральный научно-исследовательский институт организации и информатизации здравоохранения», город Москва
32. 23 июня 2011 года, № 851 — Михайловский, Михаил Геннадьевич — начальник Управления Президента Российской Федерации по работе с обращениями граждан и организаций
33. 23 июня 2011 года, № 857 — Куликов, Виктор Георгиевич — Маршал Советского Союза
34. 27 июня 2011 года, № 867 — Кручинин, Виктор Анатольевич — начальник департамента Канцелярии Президента Российской Федерации
35. 5 июля 2011 года, № 893 — Волков, Эдуард Петрович — академик Российской академии наук, генеральный директор открытого акционерного общества «Энергетический институт имени Г. М. Кржижановского», город Москва
36. 8 июля 2011 года, № 903 — Прохоренко, Александр Владимирович — председатель комитета по внешним связям Санкт-Петербурга
37. 8 июля 2011 года, № 908 — Назаров, Юрий Александрович — директор федерального государственного образовательного учреждения среднего профессионального образования «Волгоградский технический колледж»
38. 14 июля 2011 года, № 947 — Левицкая, Александра Юрьевна — заместитель министра экономического развития Российской Федерации
39. 14 июля 2011 года, № 948 — Белов, Владимир Сергеевич — заместитель министра здравоохранения и социального развития Российской Федерации
40. 20 июля 2011 года, № 970 — Алёшин, Николай Павлович — академик Российской академии наук, заведующий кафедрой государственного образовательного учреждения высшего профессионального образования «Московский государственный технический университет имени Н. Э. Баумана»
41. 21 июля 2011 года, № 984 — Волончунас, Виктор Владимирович — мэр города Ярославля
42. 28 июля 2011 года, № 1019 — Зацепин, Александр Сергеевич — композитор, город Москва
43. 28 июля 2011 года, № 1019 — Ножкин, Михаил Иванович — артист, поэт, город Москва
44. 3 августа 2011 года, № 1043 — Чуйченко, Константин Анатольевич — помощник Президента Российской Федерации — начальник Контрольного управления Президента Российской Федерации
45. 5 августа 2011 года, № 1049 — Волков, Владимир Дмитриевич — Председатель Правительства Республики Мордовия
46. 12 августа 2011 года, № 1093 — Тихонов, Валерий Владимирович — вице-губернатор Санкт-Петербурга
47. 12 августа 2011 года, № 1093 — Бабич, Михаил Викторович — заместитель председателя Комитета Государственной думы по обороне
48. 16 августа 2011 года, № 1097 — Шаболтай, Пётр Михайлович — генеральный директор — художественный руководитель федерального государственного бюджетного учреждения культуры «Государственный Кремлёвский дворец» Управления делами Президента Российской Федерации, город Москва
49. 27 августа 2011 года, № 1123 — Богачёв, Евгений Борисович — председатель Национального банка Республики Татарстан Центрального банка Российской Федерации
50. 5 сентября 2011 года, № 1152 — Некрасов, Владимир Иванович — первый вице-президент открытого акционерного общества "Нефтяная компания «Лукойл», город Москва
51. 20 сентября 2011 года, № 1227 — Позгалёв, Вячеслав Евгеньевич — губернатор Вологодской области
52. 21 сентября 2011 года, № 1221 — Катырин, Сергей Николаевич — президент Торгово-промышленной палаты Российской Федерации
53. 23 сентября 2011 года, № 1234 — Герасименко, Николай Фёдорович — первый заместитель председателя Комитета Государственной думы по охране здоровья
54. 23 сентября 2011 года, № 1234 — Гончар, Николай Николаевич — депутат Государственной думы Федерального собрания Российской Федерации
55. 23 сентября 2011 года, № 1237 — Симонян, Никита Павлович — первый вице-президент Общероссийской общественной организации «Российский футбольный союз», город Москва
56. 5 октября 2011 года, № 1284 — Кирпичников, Михаил Петрович — академик Российской академии наук, декан факультета федерального государственного бюджетного образовательного учреждения высшего профессионального образования «Московский государственный университет имени М. В. Ломоносова»
57. 5 октября 2011 года, № 1331 — Рябинин, Святослав Васильевич — тракторист сельскохозяйственного производственного кооператива «Беловский», Богатовский район Самарской области
58. 12 октября 2011 года, № 1342 — Емельяненко, Анатолий Васильевич — заместитель начальника Управления Президента Российской Федерации по обеспечению деятельности Государственного совета Российской Федерации
59. 13 октября 2011 года, № 1347 — Бутусов, Вячеслав Геннадьевич — музыкант общества с ограниченной ответственностью «NCA LIVE», город Санкт-Петербург
60. 14 октября 2011 года, № 1349 — Поляков, Юрий Александрович — академик Российской академии наук, советник Учреждения Российской академии наук Института всеобщей истории РАН, город Москва
61. 18 октября 2011 года, № 1373 — Вишневская, Галина Павловна — художественный руководитель государственного бюджетного учреждения культуры города Москвы «Центр оперного пения под руководством Галины Вишневской»
62. 18 октября 2011 года, № 1373 — Володарский, Эдуард Яковлевич — киносценарист, член общественной организации «Союз кинематографистов Российской Федерации», город Москва
63. 18 октября 2011 года, № 1374 — Теличенко, Валерий Иванович — ректор государственного образовательного учреждения высшего профессионального образования «Московский государственный строительный университет»
64. 19 октября 2011 года, № 1388 — Златкис, Белла Ильинична — заместитель председателя правления открытого акционерного общества «Сбербанк России»
65. 19 октября 2011 года, № 1388 — Кузнецов, Станислав Константинович — заместитель председателя правления открытого акционерного общества «Сбербанк России»
66. 10 ноября 2011 года, № 1486 — Коган, Владимир Игоревич — директор Департамента строительства Министерства регионального развития Российской Федерации
67. 10 ноября 2011 года, № 1486 — Чернов, Олег Дмитриевич — руководитель группы советников Государственной корпорации по содействию разработке, производству и экспорту высокотехнологичной промышленной продукции «Ростехнологии»
68. 16 ноября 2011 года, № 1492 — Дроздов, Николай Николаевич — ведущий программ телевидения
69. 16 ноября 2011 года, № 1492 — Капица, Сергей Петрович — ведущий программ телевидения
70. 16 ноября 2011 года, № 1492 — Кондратьев, Владимир Петрович — обозреватель отдела корреспондентов Дирекции информационного вещания открытого акционерного общества «Телекомпания НТВ»
71. 16 ноября 2011 года, № 1492 — Куркова, Бэлла Алексеевна — заместитель главного редактора по работе с городом Санкт-Петербургом Главной редакции ЭСМИ "Телеканал «Россия-Культура» федерального государственного унитарного предприятия «Всероссийская государственная телевизионная и радиовещательная компания»
72. 16 ноября 2011 года, № 1492 — Миткова, Татьяна Ростиславовна — заместитель генерального директора по информационному вещанию — главный редактор Дирекции информационного вещания открытого акционерного общества «Телекомпания НТВ»
73. 16 ноября 2011 года, № 1493 — Лазуткин, Валентин Валентинович — советник Главного секретариата федерального государственного унитарного предприятия «Всероссийская государственная телевизионная и радиовещательная компания»
74. 16 ноября 2011 года, № 1493 — Пономарёв, Александр Сергеевич — генеральный директор открытого акционерного общества «ТВ Центр»
75. 21 ноября 2011 года, № 1512 — Давыдов, Виталий Семёнович — заслуженный тренер СССР, ветеран хоккейного клуба «Динамо» (Москва)
76. 21 ноября 2011 года, № 1512 — Александр Мальцев — заслуженный мастер спорта СССР, ветеран хоккейного клуба «Динамо» (Москва)
77. 21 ноября 2011 года, № 1512 — Юрзинов, Владимир Владимирович — заслуженный тренер СССР, ветеран хоккейного клуба «Динамо» (Москва)
78. 22 ноября 2011 года, № 1524 — Артемьев, Игорь Юрьевич — руководитель Федеральной антимонопольной службы
79. 22 ноября 2011 года, № 1529 — Бородин, Алексей Владимирович — художественный руководитель федерального государственного бюджетного учреждения культуры «Российский государственный академический молодёжный театр», город Москва
80. 26 ноября 2011 года, № 1547 — Швец, Лев Михайлович — главный конструктор по направлению и начальник отделения государственного унитарного предприятия «Конструкторское бюро приборостроения», Тульская область
81. 13 декабря 2011 года, № 1615 — Шапошникова, Людмила Васильевна — первый вице-президент Международной общественной организации «Международный центр Рерихов», генеральный директор Музея имени Н. К. Рериха, город Москва
82. 16 декабря 2011 года, № 1639 — Дмитриевский, Анатолий Николаевич — академик Российской академии наук, директор Учреждения Российской академии наук Института проблем нефти и газа РАН, город Москва
83. 16 декабря 2011 года, № 1641 — Васильев, Владимир Николаевич — ректор федерального государственного бюджетного образовательного учреждения высшего профессионального образования «Санкт-Петербургский национальный исследовательский университет информационных технологий, механики и оптики»
84. 19 декабря 2011 года, № 1662 — Оганесян, Марат Мелсович — директор федерального государственного бюджетного учреждения «Северо-Западная Дирекция по строительству, реконструкции и реставрации»
85. 26 декабря 2011 года, № 1684 — Рапота, Григорий Алексеевич — действительный государственный советник Российской Федерации 1 класса
86. 26 декабря 2011 года, № 1685 — Кийко, Юрий Ильич — директор Московского филиала федерального государственного бюджетного учреждения «Всероссийский центр глазной и пластической хирургии»
87. 26 декабря 2011 года, № 1686 — Касатонов, Алексей Викторович — заслуженный мастер спорта СССР
88. 26 декабря 2011 года, № 1686 — Лутченко, Владимир Яковлевич — заслуженный мастер спорта СССР
89. 26 декабря 2011 года, № 1686 — Майоров, Борис Александрович — заслуженный мастер спорта СССР
90. 26 декабря 2011 года, № 1686 — Петров, Владимир Владимирович — заслуженный мастер спорта СССР
91. 29 декабря 2011 года, № 1708 — Полока, Геннадий Иванович — кинорежиссёр, член Общероссийской общественной организации «Союз кинематографистов Российской Федерации», город Москва